# Ancashtapakul
Ancashtapakul (Scytalopus affinis) är en fågel i familjen tapakuler inom ordningen tättingar.

## Utseende och läte
Ancashtapakulen är en liten medlem av familjen. Fjäderdräkten är grå med brun bakre del och mörka tvärband på buk och stjärt. Honan är brunare än hanen och ungfåglar mer tvärbandade. Sången består av en mycket utdragen serie med korta, sträva toner.

## Utbredning och systematik
Fågeln förekommer i västra Anderna i Peru (södra Cajamarca till Áncash). Den behandlas som monotypisk, det vill säga att den inte delas in i några underarter.

## Levnadssätt
Ancashtapakulen hittas enbart på mycket hög höjd. Den bebor buskig skogsmark vid trädgränsen och intilliggande gräsmarker.

## Status
Arten har ett begränsat utbredningsområde, men beståndet anses vara stabilt. IUCN kategoriserar arten som livskraftig.